# PT–91
A PT–91 Twardy a T–72M1 jelentős átalakításával Lengyelországban a Bumar Łabędy S.A. által kifejlesztett alapharckocsi. A legjelentősebb módosítás a lengyel gyártmányú DRAWA tűzvezető berendezés és az ERAWA reaktív páncélvédelem beépítése volt. 1995-ben állt rendszerbe.

## Típusváltozatok
- PT–91 – a T–72M1 modernizált változata DRAWA kétsíkú lövegstabilizátorral, Erawa reaktív páncéllal, 850 lóerős S12–U motorral szerelve
- T–72M1Z – a T–72 PT–91-re módosított változata
- PT–91Z Hardy – modernizált verzió Savan-15-ös tűzvezető-rendszerrel
- PT–91M – a Maláj exportra gyártott változat SAGEM Savan–20 tűzvezető-rendszerrel, 1000 lóerős S-1000 motorral és új kommunikációs rendszerrel
- PT-91EX –  export verzió
- PT-91P – perui hadseregnek szánt verzió, Drava TG tűzvezető-rendszerrel és hőkamerás irányzékkal ellátott változat
- PT-91M2 – modernizációs projekt[1]

Harcjárművek PT–91 alvázon:
- PZA Loara – (Przeciwlotniczy Zestaw Artyleryjski) légvédelmi rendszer
- PMC–90 – (Most Czołgowy) hídvető harckocsi (AVLB)
- WZT–3 – (Wóz Zabezpieczenia Technicznego) páncélozott műszaki mentő (ARV)
- MID – (Maszyna Inżynieryjno-Drogowa) műszaki harcjármű

- PT–94 Goryl – a következő generációs közepes harckocsi projekt (törölve)
- AHS Krab – önjáró löveg

## Rendszeresítő országok
- Lengyelország 233 db
- Malajzia 62 db
- India 352 db